# Senegalesisches Wrestling

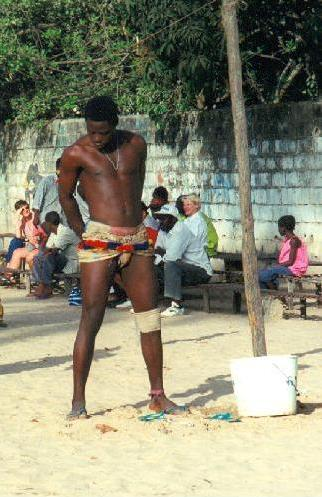
Wrestler vor dem Kampf

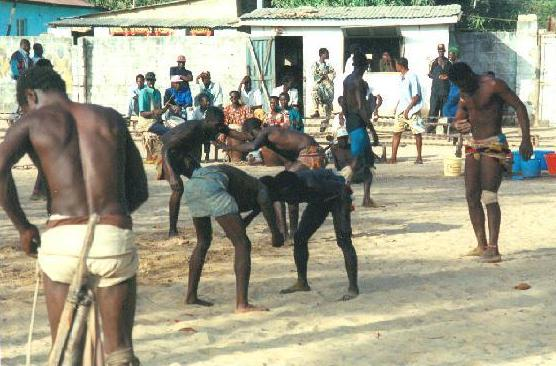
Wettkampfvorbereitung in einem Dorf

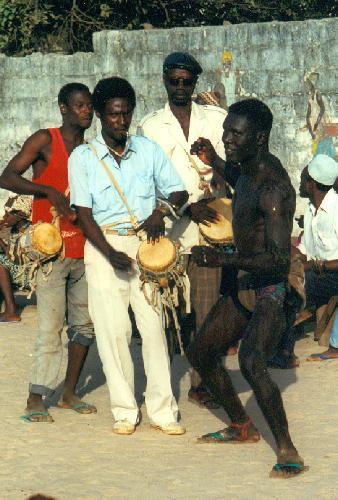
Es wird reichlich Stimmung gemacht

Senegalesisches Wrestling (Wolof Beurey oder Borreh (korrekte Orthographie: bëre oder bëré) und Laamb (korrekte Orthographie: làmb), (njom in Serer), Mandinka Nyoboringo oder Nyoboro), auch unter dem französischen Namen lutte africaine oder lutte sénégalaise bekannt, ist eine in Senegal und Gambia (Senegambien) beliebte Variante des Freistilringens mit langer Tradition, die auf Sand ausgeübt wird. Dieses Ringen gilt in beiden Ländern als Nationalsportart und Volkssport. Auch in Niger und Nigeria sind Formen dieses afrikanischen Ringens bekannt.
Schon unter den Angehörigen der westafrikanischen Herrscherfamilien im 11. Jahrhundert gab es Ringerwettkämpfe, da sie damals als eine königliche, höchst angesehene Sportart galten. Heute wird der Wettkampf in jedem Dorf ausgetragen, besonders in Gambia und den nördlich und südlich angrenzenden Regionen Senegals Sine-Saloum und Casamance, dem Siedlungsschwerpunkt der Serer und Diola.
Diese Form des Ringkampfes wird aber auch unter den Männern anderer Ethnien Senegambiens betrieben, nicht zuletzt im Schmelztiegel der Metropolregion Dakar. Sie hat eine ähnliche Stellung wie das Sumō-Ringen in Japan. Die Kontrahenten geben sich wohlklingende Namen und sind angesehene Mitglieder des Dorfes.
Neben dem traditionsreichen Ringen als Breitensport ist nun mit Spitzensportlern wie Mouhamed Ndao, genannt Tyson, eine Kommerzialisierung eingetreten, durch die Profisportler nun Preisgelder in Millionenhöhe erzielen können, da Profikämpfe zu sportlichen Großereignissen geworden sind, die in den Medien große Aufmerksamkeit genießen.
Große Namen prägen die Geschichte des lutte sénégalaise, unter anderem Falaye Baldé, Double Less, Mbaye Gueye (Tigre de Fass), sein kleiner Bruder Moustapha Guèye, Manga 2 (König des Arena).

## Ablauf
Für den Ringerwettkampf trifft sich die Bevölkerung am Wochenende nachmittags auf einem freien Platz im Dorf (Banta-Ba), um die Ringer, die nur mit einem Lendenschurz bekleidet sind, beim Kämpfen zu beobachten. Die Ringer versuchen, sich mit allen möglichen Glücksritualen zu beeinflussen; so werden Juju (Glücksamulette) umgehängt oder vorher die heiligen Krokodilbecken von Kachikally oder Berending besucht. Die Frauen bemühen sich während dieser Zeit, für alle das Essen zuzubereiten. Es macht teilweise den Anschein eines gemütlichen Grillfestes, zu dem sich das Dorf trifft. Im Gegensatz zum Ringen, das bei den „europäischen“ Sportveranstaltungen betrieben wird, ist bei der gambischen Variante jeder Griff erlaubt. Obwohl es keine verbotenen Griffe und Aktionen gibt, wird der Kampf in der Regel fair und respektvoll betrieben. Auch hier gilt: Wer zuerst am Boden liegt, hat verloren. Der Gewinner des Tages hat den ganzen Ruhm verdient. Mit einem Fest wird der Tag beendet.